# Alcino João do Nascimento
Alcino João do Nascimento (Itaperuna, 3 de julho de 1922 — Mantenópolis, 18 de janeiro de 2014) foi um mestre de obras brasileiro. Ganhou notoriedade por ter sido um dos condenados pela tentativa de assassinato do jornalista e político Carlos Lacerda, que ficou nacionalmente conhecida como atentado da rua Tonelero.

## Biografia
Alcino João do Nascimento nasceu em Itaperuna, Rio de Janeiro, um dos 12 filhos de José João do Nascimento e Leonídia Maria do Nascimento. Em 1939, aos 17 anos, foi morar na cidade de Resplendor com um irmão. Lá conheceu Abigail Rabelo, com quem se casou (na época, Abigail tinha 13 anos). Casado mas desempregado, foi a Belo Horizonte à procura de serviço. Nesse momento começou uma boa relação com o então prefeito Juscelino Kubitschek, que lhe deu um emprego como mestre de obras na prefeitura do município.
Pouco tempo depois, Juscelino apresentou Alcino a Gregório Fortunato, chefe da guarda pessoal do presidente Getúlio Vargas, que precisava de um homem para o trabalho de detetive. Mesmo sendo chamado para tal cargo, trabalhou como barbeiro pessoal de Vargas e enfermeiro da família.

## O Atentado da Rua Tonelero

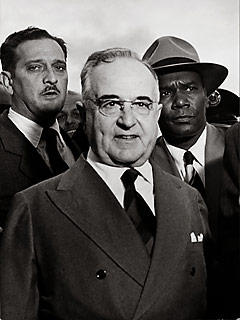
Getúlio Vargas e sua guarda pessoal, chefiada por Gregório Fortunato, à sua esquerda (lado direito da foto).

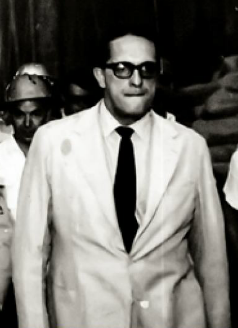
Carlos Lacerda, grande coordenador da oposição a Getúlio Vargas

Lacerda, um dos principais opositores do governo Vargas, iniciara sua campanha a deputado federal. Como havia sido ameaçado de morte algumas vezes, um grupo de simpatizantes, oficiais da Aeronáutica, decidiram servir-lhe de segurança durante seus comícios. Depois de um deles, realizado na noite de 4 de agosto de 1954, no pátio do Colégio São José, o jornalista voltou para casa acompanhado de seu filho Sérgio, de quinze anos, no automóvel do major-aviador Rubens Florentino Vaz. Ao chegar na rua Tonelero, os três saltaram do veículo e, ao se despedirem, uma pessoa surgiu das sombras e disparou vários tiros. O major, desarmado, tentou defender mas foi atingido no peito. Enquanto isso, Lacerda levou seu filho para a garagem do prédio e voltou disparando contra o agressor, que fogiu num táxi. Um guarda municipal que estava nas proximidades, Sálvio Romeiro, ouviu os disparos e, ao verificar o que estava acontecendo, também foi atingido por um tiro, mas anotou a placa do veículo fugitivo.
Após a troca de tiros, Lacerda saiu ferido no pé, e o major Vaz, depois de ser atingido por duas balas de uma pistola calibre 45 (de uso exclusivo das Forças Armadas), morreu a caminho do hospital. Alcino afirmou que o mandante do crime foi Lutero Vargas, filho de Getúlio Vargas e desafeto de Carlos Lacerda. O comando da Aeronáutica assumiu as investigações em 8 de agosto, mesmo dia em que Gregório Fortunato,  apontado como mandante do crime, confessou sua participação. Climério Euribes de Almeida e Alcino João do Nascimento foram capturados pouco tempo depois.
O atentado desencadeou uma crise política que culminou com o suicídio de Getúlio Vargas, com um tiro no coração, em 24 de agosto de 1954.

## Vida após o atentado

### Julgamento e condenação
Em 1956, Alcino foi julgado e condenado a 51 anos de prisão, 33 por sua participação no atentado a Lacerda e mais 18 por um latrocínio, do qual foi absolvido em 1975.
Até sua morte, Alcino negava que tenha sido contratado para o atentado. Ele dizia ter sido mandado para a rua Tonelero apenas para espionar Lacerda e fazer relatórios sobre seus discursos como candidato ao Congresso Nacional. Segundo ele, "o major Rubens Vaz me viu em frente ao prédio do Lacerda e foi tirar satisfação. Ele me agrediu e nós entramos em luta corporal. Houve então um tiro, que o atingiu pelas costas, disparado por um revólver calibre 38 que Lacerda portava."

### Livro
O livro "Mataram o presidente! – memórias do pistoleiro que mudou a história do Brasil" lançado após Alcino deixar a prisão, traz a sua versão sobre a noite de 5 de agosto de 1954, no "Atentado na Rua Tonelero" contra o jornalista e opositor do governo Vargas, Carlos Lacerda.

### Candidato a vereador
Em 2012, aos 90 anos de idade, Alcino candidatou-se ao cargo de vereador pela cidade de Mantenópolis, Espírito Santo. Filiado ao Partido dos Trabalhadores, foi o candidato mais velho do estado concorrendo a uma vaga. Obteve 7 votos (0,08%), ficando na suplência.

### Morte
Faleceu no dia 18 de janeiro de 2014, aos 91 anos de idade.